# Песчаное (Увельский район)
Песчаное — село в Увельском районе Челябинской области России. Входит в состав Хуторского сельского поселения.

## География
Село находится в восточной части Челябинской области, в лесостепной зоне, на южном берегу озера Песчаного, на расстоянии примерно 5 километров (по прямой) к юго-юго-востоку (SSE) от посёлка Увельского, административного центра района. Абсолютная высота — 231 метр над уровнем моря.
Часовой пояс
Село Песчаное, как и вся Челябинская область, находится в часовой зоне МСК+2. Смещение применяемого времени относительно UTC составляет +5:00.

## Население
| 2002 | 2010 |
| ---- | ---- |
| 800  | ↘798 |

Гендерный состав
По данным Всероссийской переписи населения 2010 года в гендерной структуре населения мужчины составляли 46 %, женщины — соответственно 54 %.
Национальный состав
Согласно результатам переписи 2002 года, в национальной структуре населения русские составляли 88 %.

## Улицы
Уличная сеть села состоит из пятнадцати улиц.